# ヒトゲノム計画
ヒトゲノム計画（ヒトゲノムけいかく、英: Human Genome Project）は、ヒトのゲノムの全塩基配列を解析するプロジェクト。1953年のDNAの二重らせん構造の発見から50周年となる配列コンソーシアムによって組織され、これまでにワーキング・ドラフトを発表し、その改良版の発表が継続して行われている。

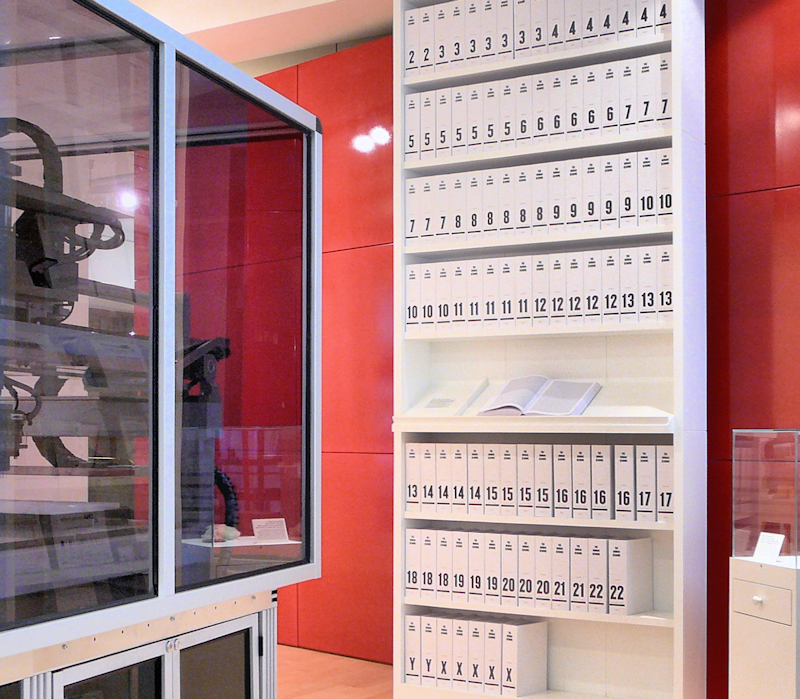
解読された全ヒトゲノムの上製本

## 歴史
このプロジェクトは1990年にアメリカのエネルギー省と厚生省によって30億ドルの予算が組まれて発足し、15年間での完了が計画されていた。発足後、プロジェクトはアメリカ、イギリス、フランス、ドイツ、中国、日本の国際的協力の拡大と、ゲノム科学の進歩（特に配列解析技術）、およびコンピュータ関連技術の大幅な進歩により、ゲノムの下書き版（ドラフトとも呼ばれる）を2000年に完成した。このアナウンスは2000年6月26日、ビル・クリントン米国大統領とトニー・ブレア英国首相によってなされた。これは予定より2年早い完成であった。完全・高品質なゲノムの完成に向けて作業が継続されて、2003年4月14日には完成版が公開された。そこにはヒトの全遺伝子の99%の配列が99.99%の正確さで含まれるとされている。
プロジェクトが加速したもう一つの理由として、クレイグ・ヴェンター率いるセレラ・ジェノミクス社による商業的なヒトゲノムプロジェクトの存在がある。この企業はショットガン・シークエンシング法という新しい方式でシークエンシングを行い、新たに発見された遺伝子を特許化しようとした。しかしこれは公的資金によって進められているヒトゲノムプロジェクト（こちらを以下HGPとする）と拮抗してしまうことから、調整を図る為にバミューダで会議が開かれることとなり、作成されたデータについては作成から24時間を基本として全て公開して全ての研究者が自由に利用できるようにするという項目を含む、バミューダ原則（1996年2月）という形で合意が成された。最終的には、このような競争はプロジェクトにとって非常に良いものであったことが証明されたといえる。
ゲノムのドラフトは2000年6月に発表されたが、その詳細な情報についてはセレラ社もHGP側も翌年2月まで公表されなかった。2001年2月に、HGP側はNature誌の特別号で、セレラ社はScience誌でその配列に対する分析と、そのドラフトの構築に用いた手法の詳細が発表された。このゲノムのドラフトは全ゲノムのうちの約90%分の足場にはなると期待されており、そのギャップを埋めていくことで完成に近付けることになる。
各ドラフト配列は最低でも4回から5回はチェックされ、シークエンシングの完成度と精度が向上していく。ドラフト配列では約47%が高品質配列であったが、完成版では7-8重のチェックがなされ、エラー率は10,000残基中で1残基程度まで抑えられているという。
ヒトゲノムプロジェクトは、数ある国際ゲノムプロジェクトの一つに過ぎず、各ゲノムプロジェクトはそれぞれの生物のシークエンシングを行っている。ヒトのDNA配列の解読は確実な利益を我々にもたらす一方で、マウスやショウジョウバエ、ゼブラフィッシュ、酵母、線虫、また数多くの微生物や寄生虫などのモデル生物の配列解析の成果は生物学と医学の発展に重要な役割を果たすことが期待されている。

## プロジェクトのゴール
HGPの目標は30億塩基対の高品質な配列を決定するだけでなく、この巨大なデータに含まれる遺伝子を見つけることも重要である。プロジェクトの予備調査では約22,000遺伝子が存在するとされているが、この数は多くの研究者の予測よりも遥かに少ないこともあり、現在でもこの調査は進行中である。HGPのもう一つのゴールはより高速かつ効率的なDNAシークエンシング法を開発し、それを産業化に向けて技術移転することにある。
今日、ヒトのDNA配列情報はデータベースに蓄積され、インターネットを介して誰でも利用することができる。ただし、これらのデータは何らかの解釈を加えなければほとんど利用価値が無いことから、これらのデータを解析するコンピュータ・プログラムが数多く開発されている。
単純なDNA塩基配列の中から遺伝子の境界を特定したり、何らかの特徴を見出す作業はアノテーションと呼ばれ、バイオインフォマティクスの得意とする分野である。現在でも最高品質のアノテーションを行うには生物の専門家に頼らねばならないが、その作業には大変な時間を要する。しかし、ゲノムプロジェクトのようなハイスループットなデータ生産の現場では、それに見合うペースでのアノテーションが必要とされたことから、コンピュータプログラムが利用されるケースが多くなってきたのである。現在、アノテーションに用いられている技術として最も役立っているのは、人間の言語の統計モデルをDNA配列解析に応用したものであり、形式文法などのコンピュータ・サイエンスから導入した手法を利用している。

## もたらされる利益
ゲノムデータを解釈する作業は、まだ始まったばかりである。ゲノム情報の解明は、医学やバイオテクノロジーの飛躍的な発展に貢献することが期待されている。そしてやがてはガンやアルツハイマー病などの疾患の治療に役立つものになると思われる。
例えば、ある研究者が何らかのガンについて調査していく過程で、ある遺伝子に着目したとする。この研究者はWWWのヒトのゲノム・データベースを訪れることで、他の研究者がこれまでにこの遺伝子について何を調査したのか、3次構造はどうなっているのか、どのような機能があるのか、他のヒトの遺伝子との進化上での関係はどうなっているのか、酵母やマウス、ショウジョウバエと比べてどうなっているのか、有害な突然変異が起こる可能性があるか、他の遺伝子と相互作用するのか、どの組織で発現しているのか、関連する疾患は何か…などについて調査することができる。
このような得られる情報の種類は数多くあり、これはバイオインフォマティクスが注目を浴びる一因となっている。
特にゲノム学と関連して注目を集めている技術としてはマイクロアレイがある（マイクロアレイはDNAチップとも呼ばれる）。これはDNAのプローブが小さな板の上に規則的に配置されたもので、3万件以上の遺伝子について、同時にそれらのサンプル内における存在量を測定できるものである。この技術はこれからの医学・科学向けの診断用ツールとしての可能性を秘めていることから、大きな関心を集めている。また、ヒトゲノム計画の結果として今後も数多くの技術がここから派生すると見られている。
生物間でのDNA配列比較分析が可能となったことで、進化の研究においては新たな道が切り開かれた。現在では進化に関わる問題は、多くの場合は分子生物学の手法によって研究を進めることができる。実に、リボソームの出現や細胞内小器官の出現、胚発生から各種器官への発達、脊椎動物の免疫系の出現までを分子レベルで関連付けできるのである。このプロジェクトのデータによって、ヒトとその近縁の種（霊長類や哺乳類）の違いや類似性に関する問題が解明されていくであろうと期待されている。